# Centrala electrică Nanticoke
Centrala electrică Nanticoke este cea mai mare termocentrală pe cărbune din America de Nord, producând până la 3640 MW energie electrică pentru partea sudica a provinciei Ontario, Canada. Centrala electrică este deținută de Ontario Power Generation, o corporație a Guvernului din Ontario. A fost programată pentru închidere la începutul anului 2009 ca parte a angajamentului provinciei Ontario de a renunța la energia pe cărbune, dar acest proces a fost amânat în mod repetat. Centrala electrică este planificată să schimbe cărbunele cu biomasă până în 2014.
Ministerul Mediului din Canada a declarat termocentrala ca fiind cel mai mare poluator și cea mai mare sursă de gaze cu efect de sera din Canada.

## Istorie
Construcția termocentralei a început la sfârșitul anilor 1960. Cele 8 unități identice au fost deschise în perioada 1972-1978. Cazanele și pulverizatoarele de cărbuni au fost construite de Babcock and Wilcox iar turbinele au fost construite de compania britanică Parsons (astăzi Siemens). Termocentrala este cuplată la rețeaua electrică prin linii cu tensiune cuprinsă între 230.000 și 500.000 de volți.

## Producerea de energie electrică
Nanticoke este cea mai mare termocentrală din America de Nord și printre cele mai mari zece termocentrale din lume. Producția anuală variază între 20 și 24 miliarde kWh, suficientă energie electrică pentru a alimenta 2,5 milioane de case. Când cererea de energie electrică este mare, toate cele 8 unități sunt puse în funcțiune și asigură 15% din totatul de energie electrică a provinciei Ontario. Personalul de la Nanticoke număra aproximativ 600 de angajați, inclusiv ingineri, tehnicieni, responsabili cu întreținerea mecanica și electrică, operatori de echipamente, tehnicieni de mediu, manageri și administratori.

## Planurile de închidere
Guvernul din Ontario și-a propus să închidă toate termocentralele pe cărbuni până în 2009 la cererea organizațiilor ce reprezintă asistentele și medicii, comunitățile și grupurile de mediu. Provincia nu putea să înlocuiască producția din Nanticoke până la termenul-limită. Provincia examina să înlocuiască această energie cu centralele nucleare și să construiască încă doi reactori la Centrala nucleară de la Darlington. Bruce Power, singura companie de energie nucleară privată din Canada, a propus să se construiască doi reactori pe fostele terenuri ale combinatului siderurgic Stelco din Nanticoke. Această propunere a fost refuzată de Guvern.
În prezent, un regulament sub Actul de Protecție a Mediului stipulează faptul că Ontario nu va mai folosi cărbunele pentru a produce electricitate după 31 decembrie 2014. Nanticoke este planificat să treacă pe biomasă. Deși această înlocuire va diminua emisiile de gaze cu efect de seră, va însemna o capacitate mai mică de producție de energie electrică.